# Ruhrchemie

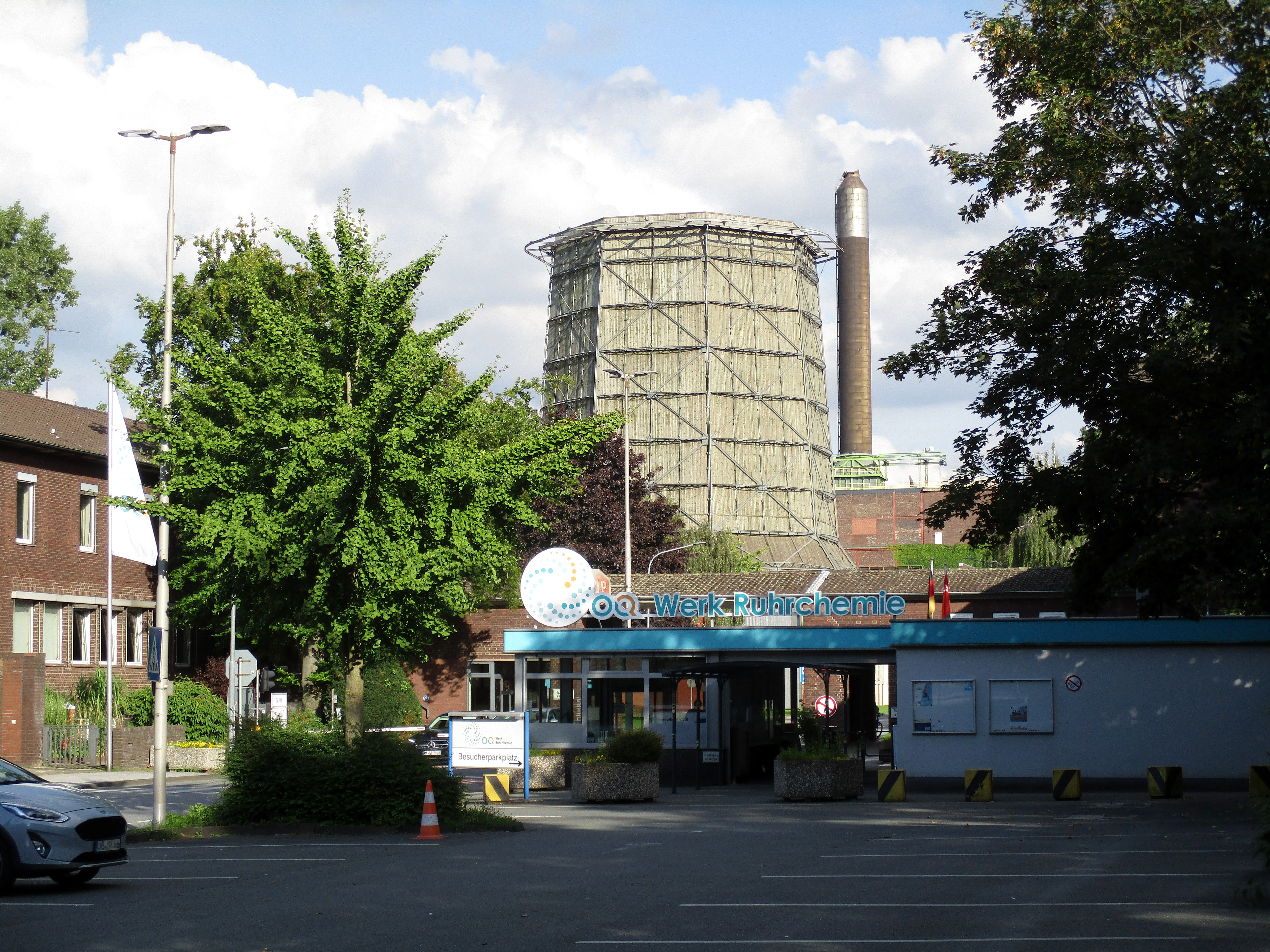
OQ Werk Ruhrchemie, ehemals OXEA Werk Ruhrchemie (2023)

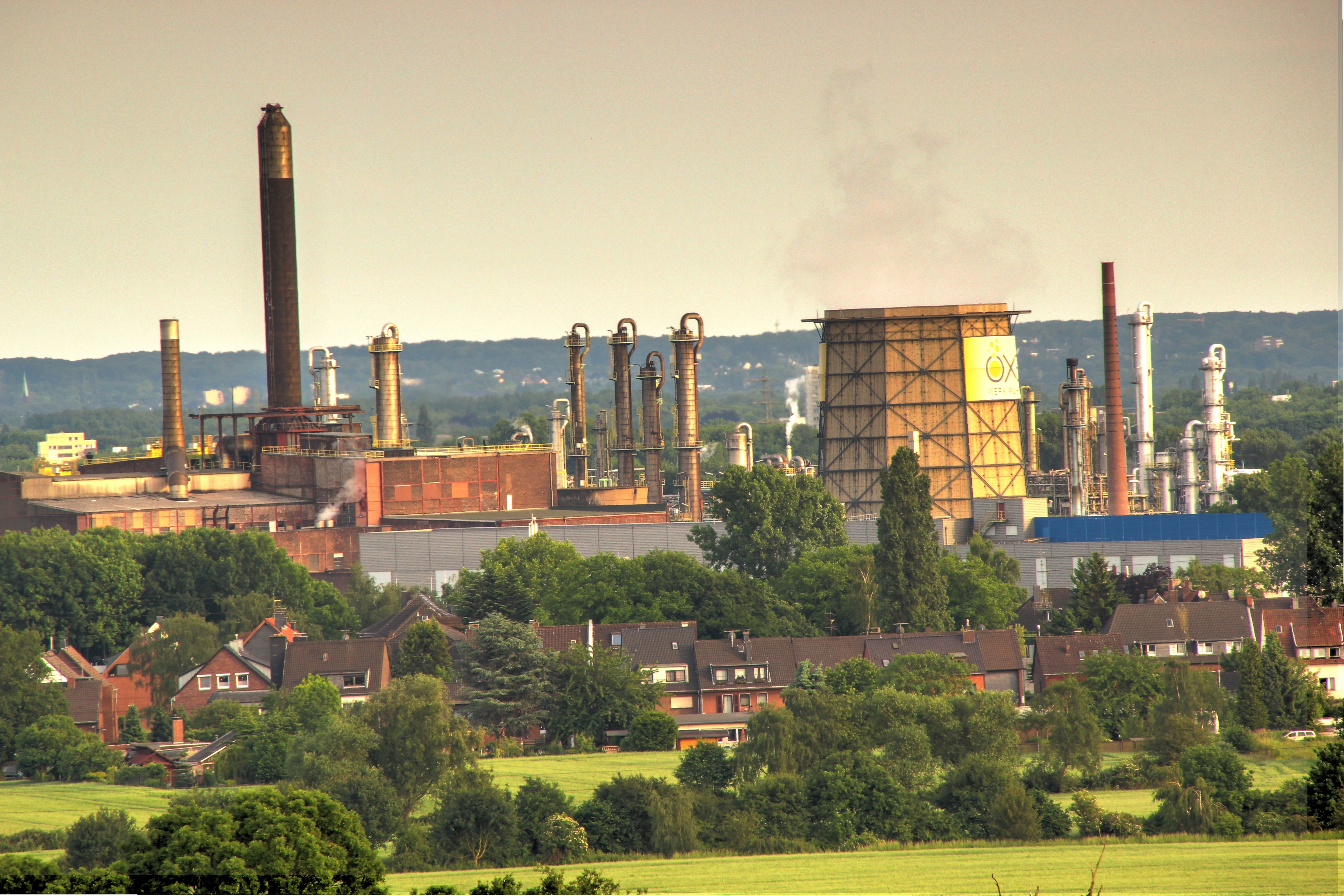
Gesamtansicht OQ Werk Ruhrchemie, ehemals OXEA Werk Ruhrchemie (2014)

Die Ruhrchemie ist ein 1927/28 gegründetes Unternehmen der chemischen Industrie. Der im Oberhausener Stadtteil Holten ansässige Betrieb stellt heute den deutschen Hauptstandort der Firma OXEA dar.

## Geschichte
Für kurze Zeit zu Beginn des 20. Jahrhunderts schien im Holtener Bruch, das durch die Kanalisierung der Emscher weitgehend trockengelegt worden war, einer der ersten deutschen Flughäfen zu entstehen. Es blieb jedoch bei Flugschauen und Übungsflügen; Verlauf und Ausgang des Ersten Weltkriegs verhinderten eine Realisierung des Flughafenprojekts. Stattdessen kam es Ende der 1920er Jahre zu einer industriellen Nutzung der Fläche.
Das 1927 von zahlreichen Betrieben des Ruhrbergbaus als Kohlechemie AG gegründete und im April 1928 in Ruhrchemie AG umbenannte Unternehmen begann 1929 am Standort Holten mit der Produktion von Düngemitteln. Von 1928 bis 1959 war Heinrich Tramm, Sohn von Heinrich Tramm, Chemiker der Ruhrchemie AG in Oberhausen-Holten. Zwölf Jahre wirkte er dort als Vorstandsvorsitzender. 1936 ging die erste nach dem Fischer-Tropsch-Verfahren arbeitende Anlage zur Herstellung von flüssigen Kohlenwasserstoffen in Betrieb. 1938 entwickelte Otto Roelen die Oxo-Synthese von Aldehyden, die unter anderem zur Herstellung von Polyolen, Carbonsäuren, Estern und Lösemitteln dienen.
Nach 1945 kam es zum Verbot der Produktion synthetischer Treibstoffe durch die Alliierten und zur Demontage der entsprechenden Anlagen, die ohnehin im Krieg stark zerstört worden waren. Dies führte mit Beginn der 1950er Jahre zu einer Verlagerung des Produktionsschwerpunkts von der Kohle- zur Petrochemie.
1958 beteiligten sich die Farbwerke Hoechst mit zunächst 25 Prozent an der Ruhrchemie. Die Beteiligung wurde in den 1960er und 1970er Jahren schrittweise auf zwei Drittel erhöht. 1960 begann die Herstellung von Polyethylen hoher Dichte (HDPE), 1972 von Polyethylen niedriger Dichte (LDPE).
1977 wurde als Gemeinschaftsprojekt von Ruhrchemie und Ruhrkohle AG eine Großversuchsanlage zur Kohlevergasung errichtet; 1986 kam es zur Inbetriebnahme der Synthesegas-Anlage Ruhr.
1984 übernahm Hoechst die restlichen Anteile der Ruhrchemie und gliederte sie als Werk Ruhrchemie ein. Die Produktion von Düngemitteln wurde 1990 stillgelegt. Zur Vorbereitung der Fusion mit Rhône-Poulenc zu Aventis fasste Hoechst 1998 gewisse Chemie-Aktivitäten, darunter auch die Ruhrchemie in der Celanese zusammen und spaltete diese ab; von 2007 bis 2020 war sie Bestandteil der Oxea GmbH, die im März 2007 aus dem Zusammenschluss von European Oxo und ausgewählten Geschäftsbereichen von Celanese Chemicals entstand.
Nach der Umbenennung der OXEA in OQ Chemicals Mitte Mai 2020 heißt das Werk offiziell OQ Werk Ruhrchemie. 2025 wurde die Firma abermals verkauft und erhielt ihren ursprünglichen Namen OXEA zurück.
Das heutige Werksgelände hat eine Fläche von etwa. 1,2 km². Zum Schwerpunkt der Produktpalette gehören Oxo-Intermediates & Oxo-Derivative. Die Zahl der Beschäftigten liegt bei rund 1.065, nachdem sie in den 1940er und 1950er Jahren zeitweise mehr als 3.000 erreicht hatte.

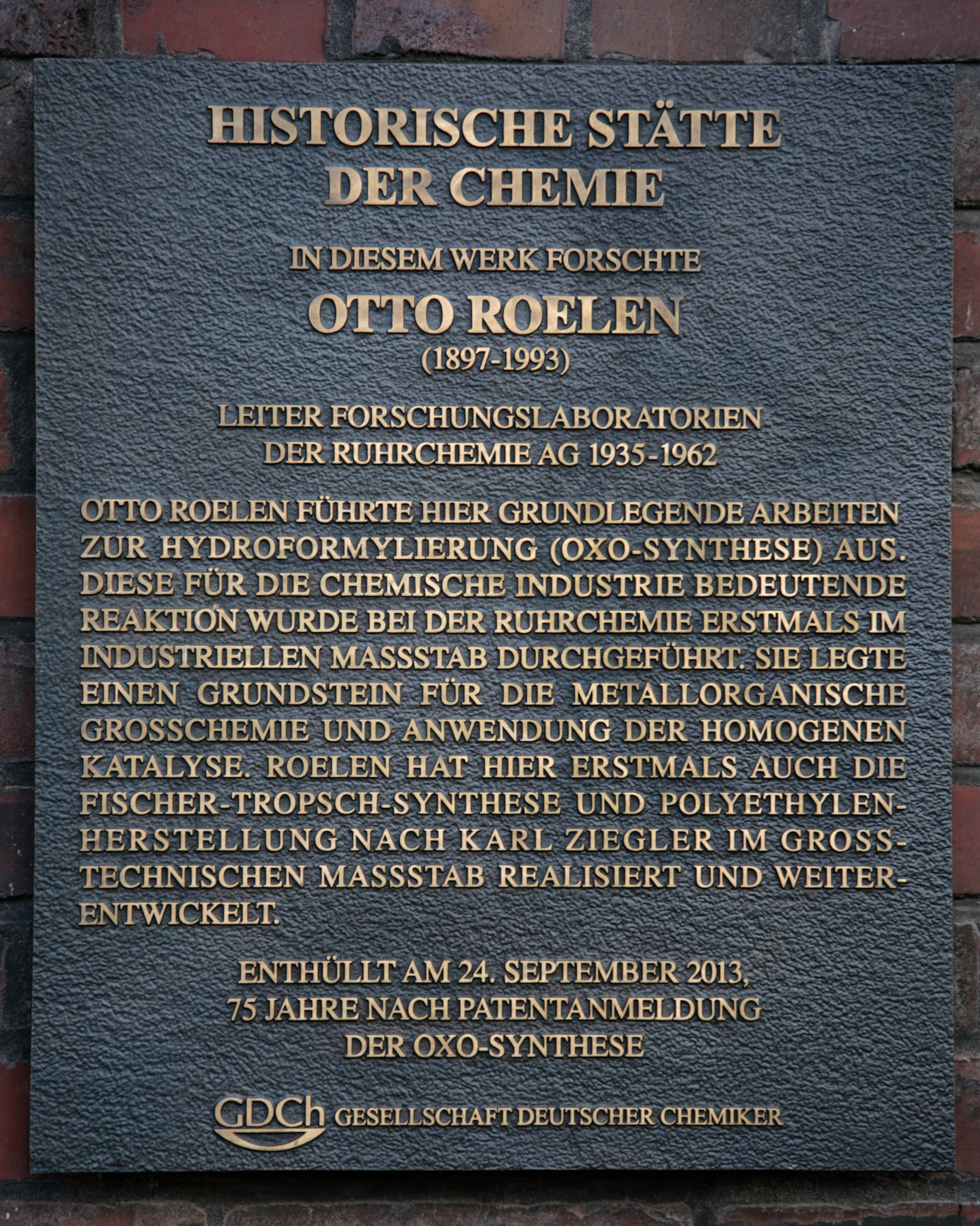
Gedenktafel der GDCh am Oxea Werk Ruhrchemie

Die Ruhrchemie wurde vom RVR in die Themenroute Oberhausen: Industrie macht Stadt der Route der Industriekultur aufgenommen. Die Gesellschaft Deutscher Chemiker (GDCh) installierte am 24. September 2013 eine Gedenktafel Historische Stätten der Chemie zur Erinnerung an Otto Roelen.